# Daniel Ernesto Flores
Daniel Ernesto Flores (n. Palacios, Texas, Estados Unidos, 28 de agosto de 1961) es un obispo católico, profesor, filósofo y teólogo estadounidense de ascendencia mexicana. Desde que fue ordenado sacerdote en 1988 ha ejercido todo su sacerdocio en la diócesis de Corpus Christi y en la arquidiócesis de Galveston-Houston.
En el 2006 el papa Benedicto le nombró obispo auxiliar de Detroit y obispo titular de Cozyla, hasta la actualidad que desde principios de 2010 es el nuevo Obispo de Brownsville.

## Biografía

### Formación y sacerdocio

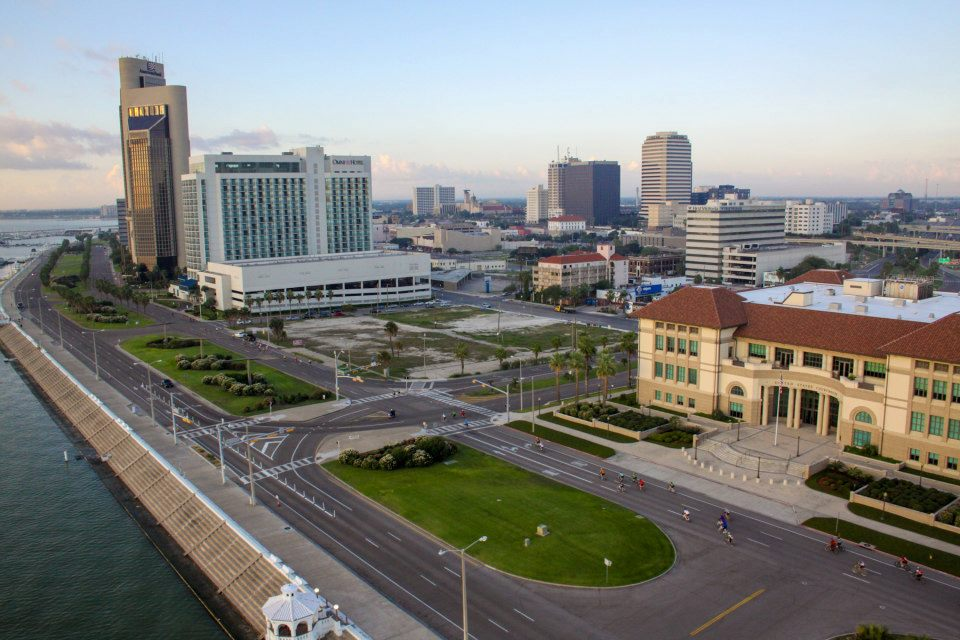
Corpus Christi, ciudad en la que ha pasado la mayor parte de su vida.

Nacido el 28 de agosto de 1961, en la localidad estadounidense de Palacios, que está situada en el Estado de Texas. Proviene de una familia mexicana. Sus padre son Fernando y Lydia Flores. Él tiene una hermana llamada Teresa y dos hermanos llamados Billie y Javier.
Al poco de nacer se mudó junto a su familia a la ciudad de Corpus Christi.
En esta ciudad en 1979 se graduó en secundaria por el "Flour Bluff High School" y luego pasó a estudiar en la Universidad de Texas en Austin, donde estuvo durante dos años debido a que en 1981 tras descubrir su vocación religiosa, decidió ingresar en el "Holy Trinity Seminary" situado en Ivring.
Al mismo tiempo fue alumno de la Universidad de Dallas, en la cual obtuvo en 1983 una Licenciatura en Filosofía y en 1987 obtuvo una Maestría en Divinidad.
Finalmente fue ordenado sacerdote el día 30 de enero de 1988 por el entonces obispo de Corpus Christi monseñor René Henry Gracida.
Tras su ordenación inició su ministerio pastoral como vicario parroquial de la Catedral de Corpus Christi. Luego de manera sucesiva fue ocupando diversos cargos como asistente personal y maestro de ceremonias del obispo, fue vicecanciller de la diócesis, rector de la Casa de estudios San Juan Vianney y vicario episcopal para las Vocaciones.
En el mes de septiembre de 1995 recibió el título honorífico de capellán de Su Santidad.
Dos años más tarde el obispo puertorriqueño monseñor Roberto González Nieves O.F.M., le envió a Roma (Italia) para que continuara con sus estudios universitarios. Allí en Roma logró en el 2000 convertirse en doctor de Teología Sagrada (S.T.D.) por la Universidad Pontificia de Santo Tomás de Aquino.
En cuanto regresó a Estados Unidos pasó a desempeñarse como canciller de la diócesis de Corpus Christi, hasta agosto de 2001 que fue asignado para la arquidiócesis de Galveston-Houston. En esta arquidiócesis sirvió como profesor de Teología en la Universidad de San Tomás y fue director de Formación en el Seminario St. Mary, en el cual durante cuatro años ejerció de vicerrector. 
Luego en septiembre de 2005 volvió a ser asignado a su antigua diócesis de Corpus Christi, siendo rector de la Catedral.

### Carrera episcopal

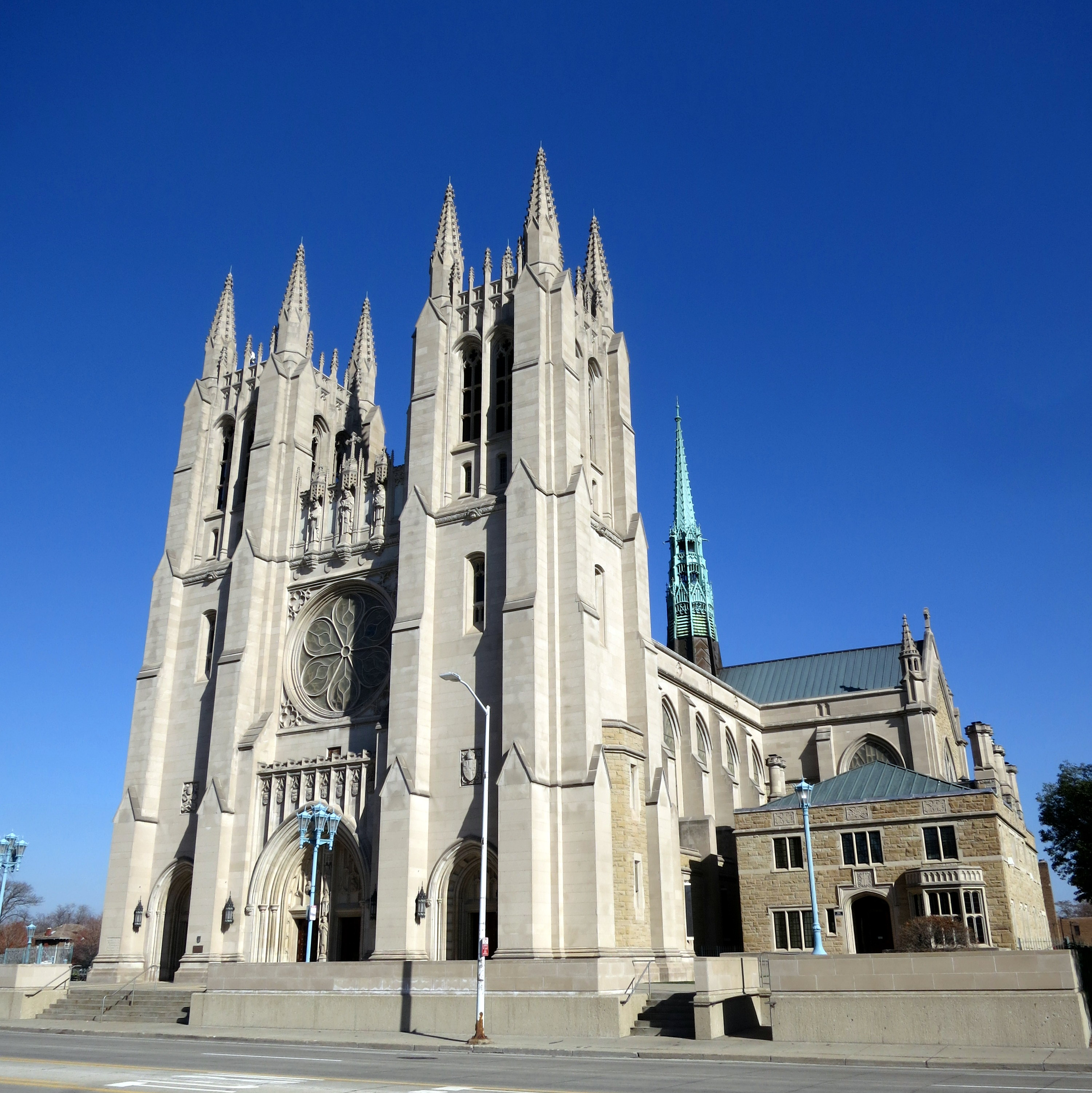
La Catedral de Detroit, en la cual fue consagrado.

Ya el 28 de octubre de 2006 ascendió al episcopado, cuando Su Santidad el papa Benedicto XVI le nombró obispo auxiliar de la arquidiócesis de Detroit y obispo titular de la antigua Sede de Cozyla.
Al ser elegido obispo, además de elegir su escudo, escogió como lema: "Verbum Mittitur Spirans Amorem" - (en latín), que fue sacado del trato teológico "Summa Theologiae".
Recibió la consagración episcopal el 29 de noviembre de ese mismo año en la Catedral del Santísimo Sacramento de Detroit, a manos del Cardenal y por entonces Arzobispo Metropolitano de Detroit "Monseñor" Adam Maida que actuó en calidad de consagrante principal. Y como co-consagrantes tuvo a los entonces Obispos de Corpus Christi monseñor René Henry Gracida que fue quien le ordenó sacerdote y a monseñor Edmond Carmody.
Cabe destacar que con este nombramiento, Daniel fue el primer obispo latino en servir a la arquidiócesis de Detroit y además por esa época fue el obispo católico más joven de todo los Estados Unidos.
Posteriormente el 9 de diciembre de 2009 fue nombrado por el papa Benedicto XVI, como nuevo obispo de la diócesis de Brownsville, en sucesión de monseñor Raymundo Joseph Peña que se retiró por motivos de edad.
Tomó posesión oficial de este nuevo cargo el día 2 de febrero de 2010, durante la celebración de la Fiesta de la Candelaria.
Daniel E. Flores fue el encargado de representar a los Estados Unidos durante la visita del papa Francisco a la frontera entre EE. UU. y México, así mismo formó parte de la delegación formada por 25 obispos del país que se reunieron con el papa en la histórica Catedral de San Mateo el Apóstol de Washington D. C..

## Condecoración
| Título                  | Fecha              | Otorgado por        | Lugar               |
| ----------------------- | ------------------ | ------------------- | ------------------- |
| Capellán de Su Santidad | Septiembre de 1995 | Papa. Juan Pablo II | Ciudad del Vaticano |